# Roeselia micans
Roeselia micans är en fjärilsart som beskrevs av George Francis Hampson 1900. Roeselia micans ingår i släktet Roeselia och familjen trågspinnare. Inga underarter finns listade.